# Xbox (seria)

Obecne logo konsol Xbox

Xbox – seria stacjonarnych konsol gier wideo produkowana przez amerykańskie przedsiębiorstwo Microsoft od 2001 roku. Obejmuje cztery konsole stacjonarne: Xbox, Xbox 360, Xbox One i Xbox Series. Jest to najpopularniejsza seria konsol, która nie powstała w Japonii. Konsole Microsoftu należą do najpopularniejszych urządzeń na rynku i konkurują z konsolami z serii PlayStation, Sony oraz z konsolami Nintendo.

## Geneza
Kiedy Sony Computer Entertainment po raz pierwszy zaprezentowało PlayStation 2 w 1999 roku, firma promowała konsolę jako centralny element domowej rozrywki, ponieważ nie tylko pozwalała na granie w gry wideo, ale także mogła odtwarzać płyty CD i DVD. Microsoft, który, głównie zajmował się rynkiem PC postrzegał PlayStation 2 jako zagrożenie dla komputerów osobistych.
Czterej inżynierowie z zespołu Microsoftu ds. DirectX – Kevin Bachus, Seamus Blackley, Ted Hase i lider zespołu Otto Berkes, zaczęli projektować konsolę Microsoftu, która mogłaby konkurować z PlayStation 2. Zaprojektowali system, który wykorzystywałby wiele komponentów sprzętowych wspólnych z komputerami PC. Takie podejście ułatwiłoby programistom korzystającym z systemu Windows tworzenie i portowanie gier dla nowej konsoli. Sugerowano wiele nazw dla tej konsoli, w tym „DirectX Box” i „Windows Entertainment Project”. Zespół marketingowy Microsoftu przeprowadził ankiety konsumenckie dotyczące tej nazwy, ale ku zaskoczeniu firmy najczęściej wskazywano skrótowiec od tej pierwszej nazwy, czyli Xbox. Ostatecznie konsola przyjęła właśnie taką nazwę.

## Konsole

### Xbox

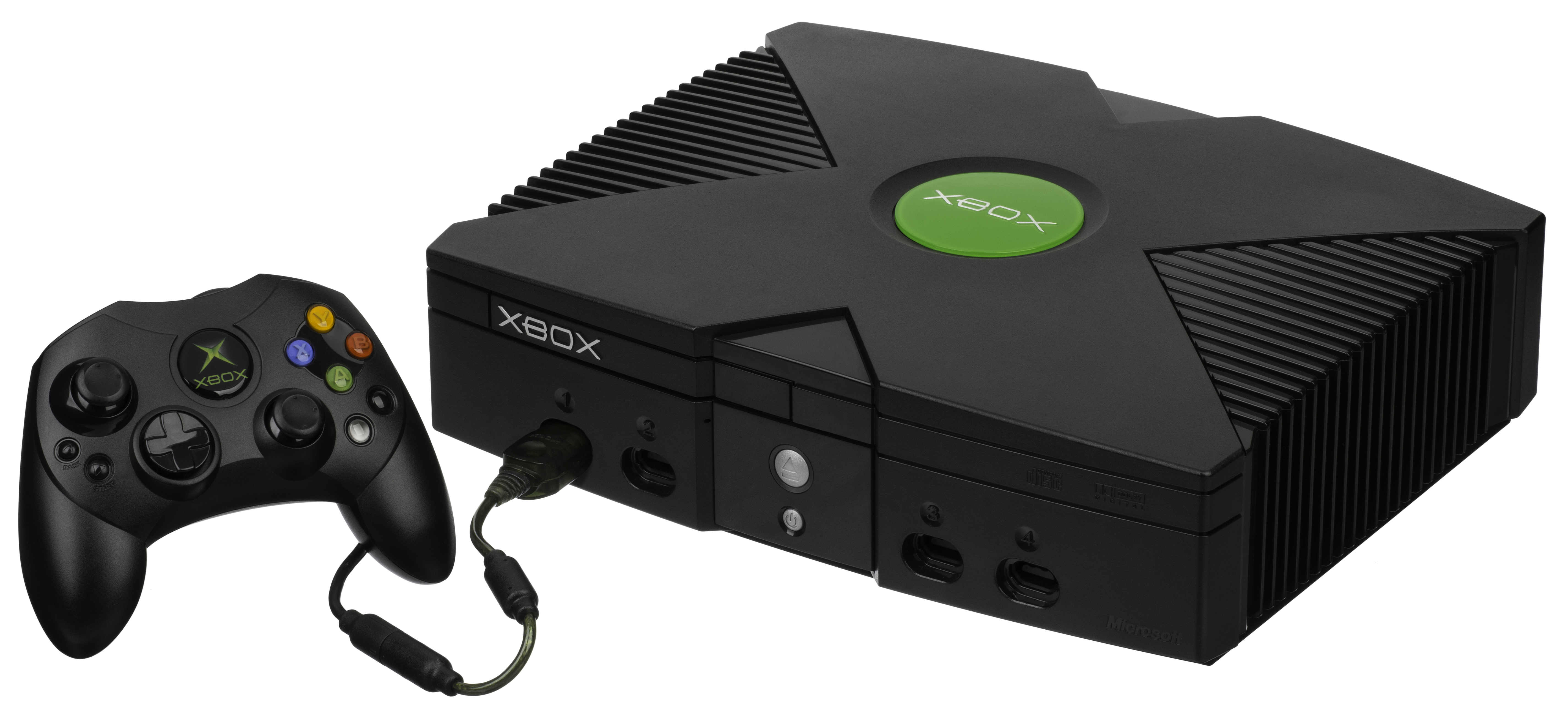
Konsola z padem „S”

Pierwsza konsola z serii została oficjalnie zapowiedziana w marcu 2000 roku, w odpowiedzi na premierę PS2. Sprzedaż konsoli rozpoczęto w listopadzie 2001 roku w USA i w marcu 2002 roku w Europie. Polska premiera miała miejsce dopiero w 2004 roku. Pierwszy Xbox był najwydajniejszą konsolą na rynku. Urządzenie korzystało z potężnego, jak na ówczesne czasy procesora Intel Pentium III i zmodyfikowanego procesora graficznego Nvidia Geforce 3. Konsola wyposażona została w 64 MB pamięci RAM oraz wbudowany dysk twardy o pojemności 8 lub 10 GB, produkcji Samsunga. Konsola też wyposażona została w port ethernetowy, który pozwalał na podpięcie jej do sieci i rozgrywkę online w ramach płatnej usługi o nazwie Xbox Live Gold. Xbox otrzymał też napęd DVD, z obsługą formatu CD i korzystał z zaawansowanego oprogramowania opartego na Windows 2000, wyposażonego m.in. w możliwość aktualizacji czy zgrywania muzyki do pamięci konsoli. Opcjonalnie istniała też możliwość instalacji kart pamięci. Xbox został wycofany z produkcji około 2006 roku. Konsola do tego czasu sprzedała się w liczbie 24 mln egzemplarzy. Produkt Microsftu osiągnął gorszy wynik niż PS2, ale wyprzedził urządzenia obecnych na rynku od lat Segi i Nintendo. Historia Xboxa ostatecznie dobiegła końca w 2010 roku, kiedy Microsoft zamknął serwery Xbox Live.

### Xbox 360

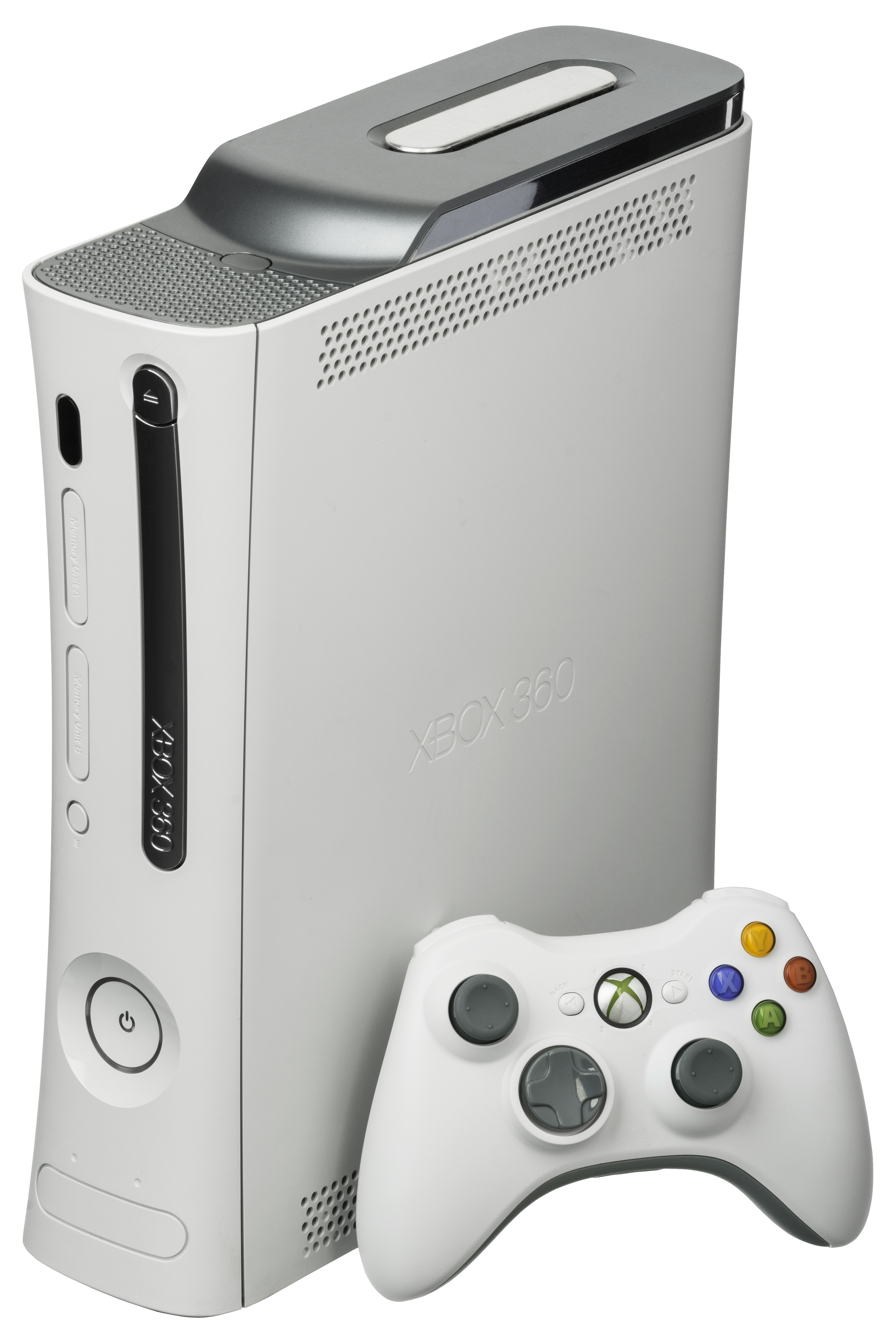
Pierwszy model konsoli w pakiecie Premium z bezprzewodowym padem

Druga konsola miała swoją premierę 22 listopada 2005 roku w USA, w Europie 2 grudnia 2005 roku, w Japonii 10 grudnia 2005, a w Czechach, Polsce i Słowacji 3 listopada 2006 roku. Nowa konsola miała premierę jako pierwsze urządzenie z konsol siódmej generacji, wyprzedając o rok PS3 i Wii. Dzięki temu konsola sprzedawała się bardzo dobrze i pozwoliła Microsoftowi umocnienie swojej pozycji na rynku. Jednym z tego czynników był rozwój platformy Xbox Live, a także kompatybilność wsteczna z poprzednikiem. Popularność konsoli zaczęła spadać w 2007 roku, wraz z ujawnieniem wady konstrukcyjnej, która powodowała masowe awarie Xboxów 360. Sytuacje to wykorzystały Sony i Nintendo, przez co Microsoft nie odbudował już swojej pozycji na rynku. Aby poprawić sprzedaż Microsoft w 2010 roku wprowadził do produkcji kontroler ruchowy o nazwie Kinect oraz nową edycję konsoli o nazwie Xbox 360 S, która otrzymała jeden dodatkowy port USB, port do Kinecta oraz pojemniejsze dyski twarde. Nowe akcesorium poprawiło sprzedaż konsoli w tamtym okresie, choć przyczyniło się do odejścia od niej części dotychczasowych odbiorców konsoli Microsoftu. W 2013 roku wydano kolejną wersję konsoli o nazwie Xbox 360 E. Urządzenie znacznie zmniejszono, a jego wygląd przystosowano do wyglądu kolejnej konsoli Microsoftu. Ostatecznie Xbox 360 wycofany został z produkcji w 2016 roku. Urządzenie sprzedało się do tego czasu w liczbie około 84 mln egzemplarzy, stając się w ten sposób najlepiej sprzedającą się konsolą powstałą w USA i największym sukcesem Microsoftu.

### Xbox One

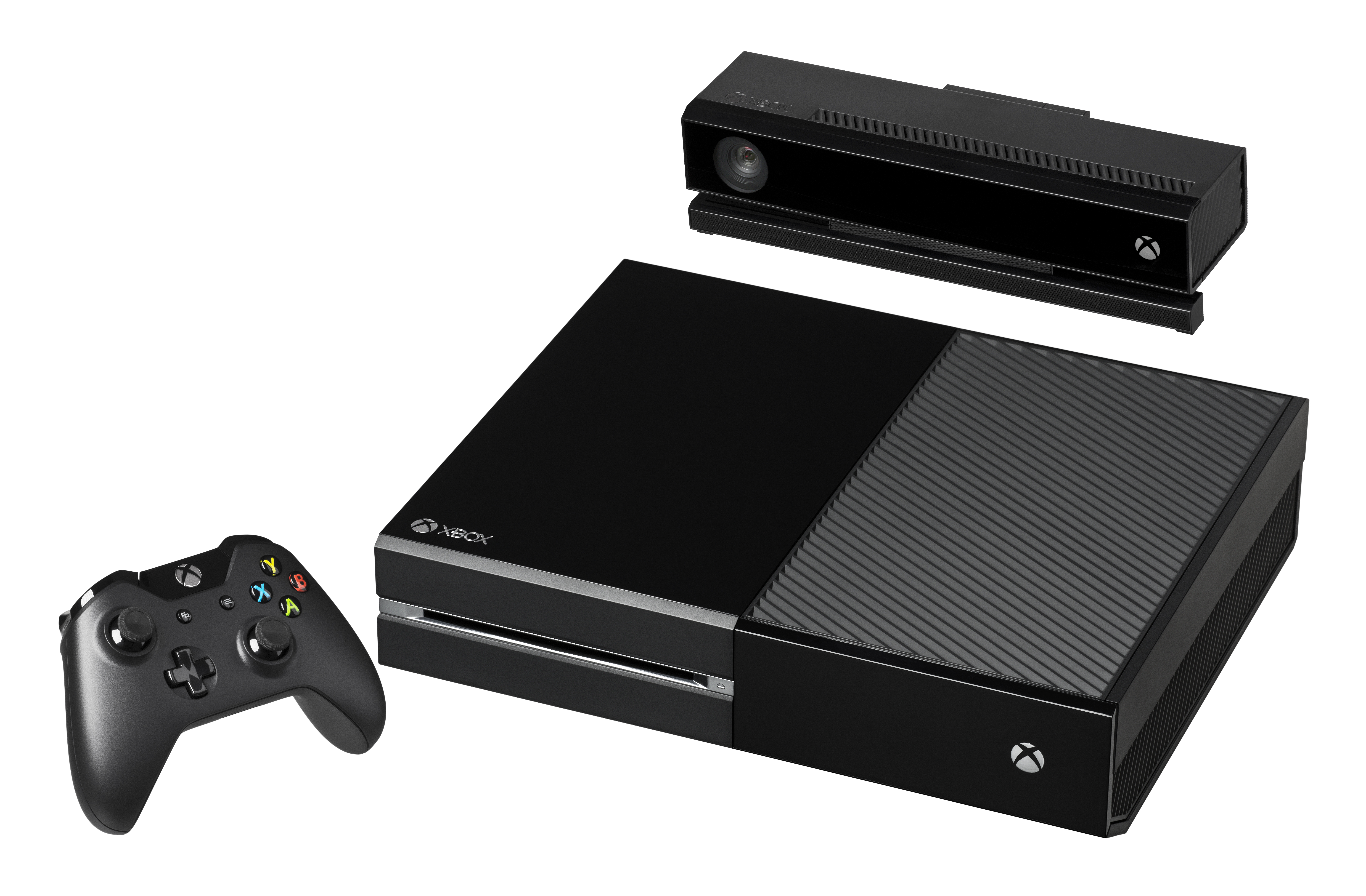
Pierwszy model konsoli z padem i akcesorium Kinect 2.0

Trzecia konsola Microsoftu miała swoją premierę 22 listopada 2013 roku. Nowa konsola miała też oferować zaawansowane funkcje multimedialne, w tym możliwość oglądania na niej telewizji czy wsparcie dla formatu Blu-ray. Konsola miała przez to nie tylko konkurować z PS4 i Wii U, ale także z odtwarzaczami multimedialnymi pokroju Apple TV czy Fire TV. Konsola jednak od samego początku nie cieszyła się dużą popularnością. Wynikało to z wysokiej ceny, a także początkowo braku możliwość odsprzedaży używanych gier pudełkowych i wymogu używania kontrolera Kinect 2.0. Aby poprawić sprzedaż konsoli Microsoft wydał w 2016 roku jej poprawioną edycję o nazwie Xbox One S. Nowa wersja konsoli pozbawiona została drugiego portu HDMI, a także portu przeznaczonego do akcesorium Kinect. Firma obniżyła za to znacząco jej cenę. Nowa wersja konsoli spotkała się z pozytywnym odbiorem i poprawiła sprzedaż urządzenia. W 2017 roku w odpowiedzi na PS4 Pro wydano kolejną wersję konsoli o nazwie Xbox One X. Sprzęt ten zawiera ośmiordzeniowy procesor taktowany częstotliwością 2,3 GHz, układ GPU z zegarem 1172 MHz o wydajności 6 TFLOPS, pamięć 12 GB GDDR5 o przepustowości 326 GB/s, a także dysk twardy o pojemności 1 TB oraz napęd Blu-ray 4K UHD. W 2019 roku premierę miała ostatnia, tańsza wersja konsoli o nazwie Xbox One S All-Digital, która pozbawiono napędu, ale za to sprzedawano ją z dyskiem o pojemności 1 TB oraz trzema grami. Produkcję konsoli zakończono w 2021 roku. Xbox One sprzedał się w liczbie 58 mln egzemplarzy, przegrywając znacznie z PS4, ale wyprzedzając konkurencyjne Wii U.

### Xbox Series

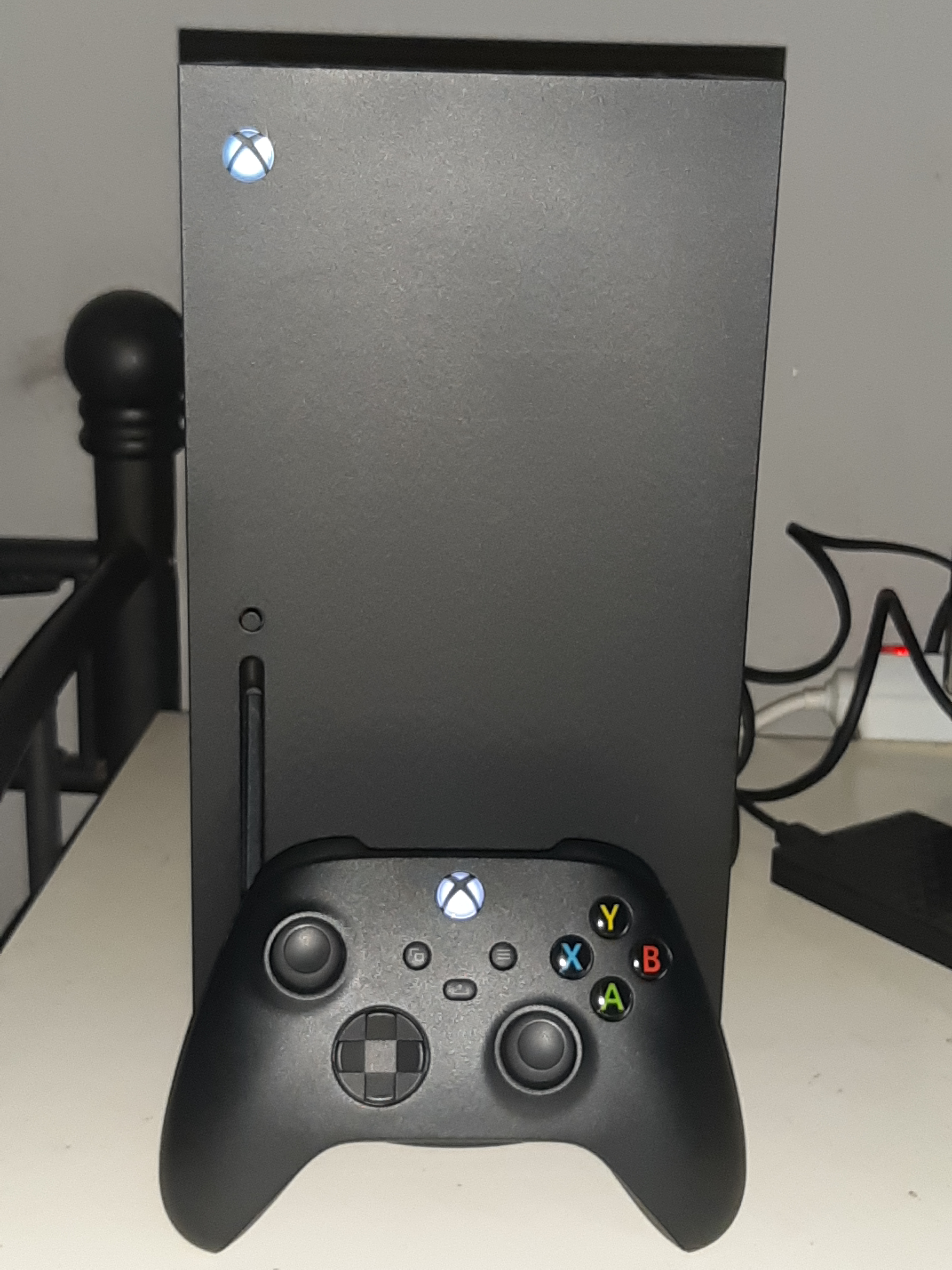
Konsola w wersji X wraz z padem

Czwarta konsola firmy miała swoją premierę 10 listopada 2020 roku. Konsola trafiła do sprzedaży w dwóch wersjach – X i S. Wariant Series X wyposażony jest w procesor AMD Zen 2 i procesor graficzny AMD Radeon RDNA 2 o mocy 12,15 teraflopów. Zawiera dysk SSD o pojemności 1 TB w technologii NVMe o szybkości zapisu 2,4 GB/s (w trybie surowym) i 4,8 Gb/s (w trybie skompresowanym) oraz 16 GB pamięci RAM GDDR6 na 320-bitowej magistrali o przepustowości 560 GB/s dla 10 GB oraz 336 GB/s dla 6 GB pamięci. Dodatkowo sprzęt wyposażony jest w napęd optyczny, gwarantujący obsługę formatów Ultra HD Blu-ray, Blu-ray, DVD oraz płyt kompaktowych. Xbox Series S jest porównywalny pod względem podstawowego sprzętu z Xbox Series X, podobnie jak Xbox One S działa z Xbox One X. Chociaż działa na tym samym procesorze z nieco wolniejszymi częstotliwościami taktowania, używa wolniejszego procesora graficznego, niestandardowego RDNA 2 z 20 CU przy 1,55 GHz dla 4 teraflopów, w porównaniu z 12 teraflopami Series X. Dostarczany jest z 10 GB pamięci RAM i 512 GB lub 1 TB SSD z przepustowością wejścia/wyjścia 2,4 GB/s i nie zawiera żadnego napędu optycznego, co wymaga od użytkownika kupna oprogramowania z dystrybucji cyfrowej. Jest przeznaczony do renderowania gier w domyślnej rozdzielczości 1440p, z obsługą skalowania do 4K, przy 60 klatkach na sekundę, chociaż może osiągać nawet 120 klatek na sekundę w tej rozdzielczości. W przeciwnym razie konsola ma wszystkie równoważne funkcje, co Xbox Series X, w tym porty, rozszerzenia i obsługę gier. W 2024 roku premierę miał trzeci model o nazwie Xbox Series X All-Digital, który jest budżetową wersją modelu X, pozbawionego napędu. Konsola sprzedała się dotąd w liczbie około 28 mln egzemplarzy przegrywając znacząco z PS5 i Nintendo Switch.

### ROG Xbox Ally
To przenośna konsola, która została zapowiedziana w 2025 roku. Urządzenie powstało jako efekt współpracy między firmami Microsoft i Asus. Urządzenie ma mieć swoją premierę w 2025 roku. ROG Xbox Ally będzie dostępny na premierę w dwóch wersjach; modelu standardowym i wzmocnionym wariancie o nazwie ROG Xbox Ally X. Obie konsole mają posiadać 7 calowy ekran IPS i procesor opracowany przez firmę AMD. Konsole mają też posiadać dyski SSD o pojemności 512 GB lub 1 TB. Podobnie jak wcześniejsze przenośne konsole firmy Asus, ROG Xbox Ally ma pracować pod kontrolą systemu operacyjnego Windows 11. Nowością ma być specjalna nakładka na system, która upodobni go do interfejsu użytkownika znanego z konsol Xbox Series i Xbox One.

### Meta Quest 3S Xbox Edition
To przenośne gogle wirtualnej rzeczywistości, które zapowiedziano w 2025 roku. Urządzenie jest specjalną zmodyfikowaną wersją wydanych w 2024 roku gogli VR Meta Quest 3S. Gogle mają posiadać zmieniony wygląd obudowy, specjalnego pada oraz 3 miesięczną subskrypcje Xbox Game Pass i Meta Horizon+.